# Pee-wee Big Adventure (bande originale)
Albums de Danny Elfman
Forbidden Zone
(1980) Wisdom
(1986)
Pee-wee's Big Adventure - Original Motion Picture Score est la bande originale du film américain Pee-wee Big Adventure (Pee-wee's Big Adventure) réalisé par Tim Burton et sorti en 1985. Elle est distribuée par MCA Records.

## Liste des titres
Toute la musique est composée par Danny Elfman.
| 1.    | Overture/The Big Race | 3:07 |
| 2.    | Breakfast Machine     | 2:36 |
| 3.    | Park Ride             | 1:14 |
| 4.    | Stolen Bike           | 1:44 |
| 5.    | Hitchhike             | 0:56 |
| 6.    | Dinosaur Dream        | 0:48 |
| 7.    | Simone's Theme        | 1:35 |
| 8.    | Clown Dream           | 1:58 |
| 9.    | Studio Chase          | 1:24 |
| 10.   | The Drive-In          | 2:02 |
| 11.   | Finale                | 3:12 |
| 20:36 |                       |      |

## Musiques additionnelles
- C'est la première d'une longue collaboration entre Danny Elfman et Tim Burton.
- Outre les titres présents, sur l'album, on entend aussi durant le film les morceaux suivants [2] :
  - Burn in Hell
    - Écrit et interprété par Dee Snider
    - Interprété par Twisted Sister
    - Avec l'Aimable Autorisation d'Atlantic Recording Corp.
    - Arrangement avec Warner Special Products.

  - Tequila
    - Écrit par Chuck Rio
    - Interprété par The Champs
    - Avec l'Aimable Autorisation de Challenge Records

## Autour de l'album
- Il existe un double album Pee-wee's Big Adventure / Back to School - Original Motion Picture Scores regroupant deux bandes originales composées par Danny Elfman[3].